# Telèfon fix

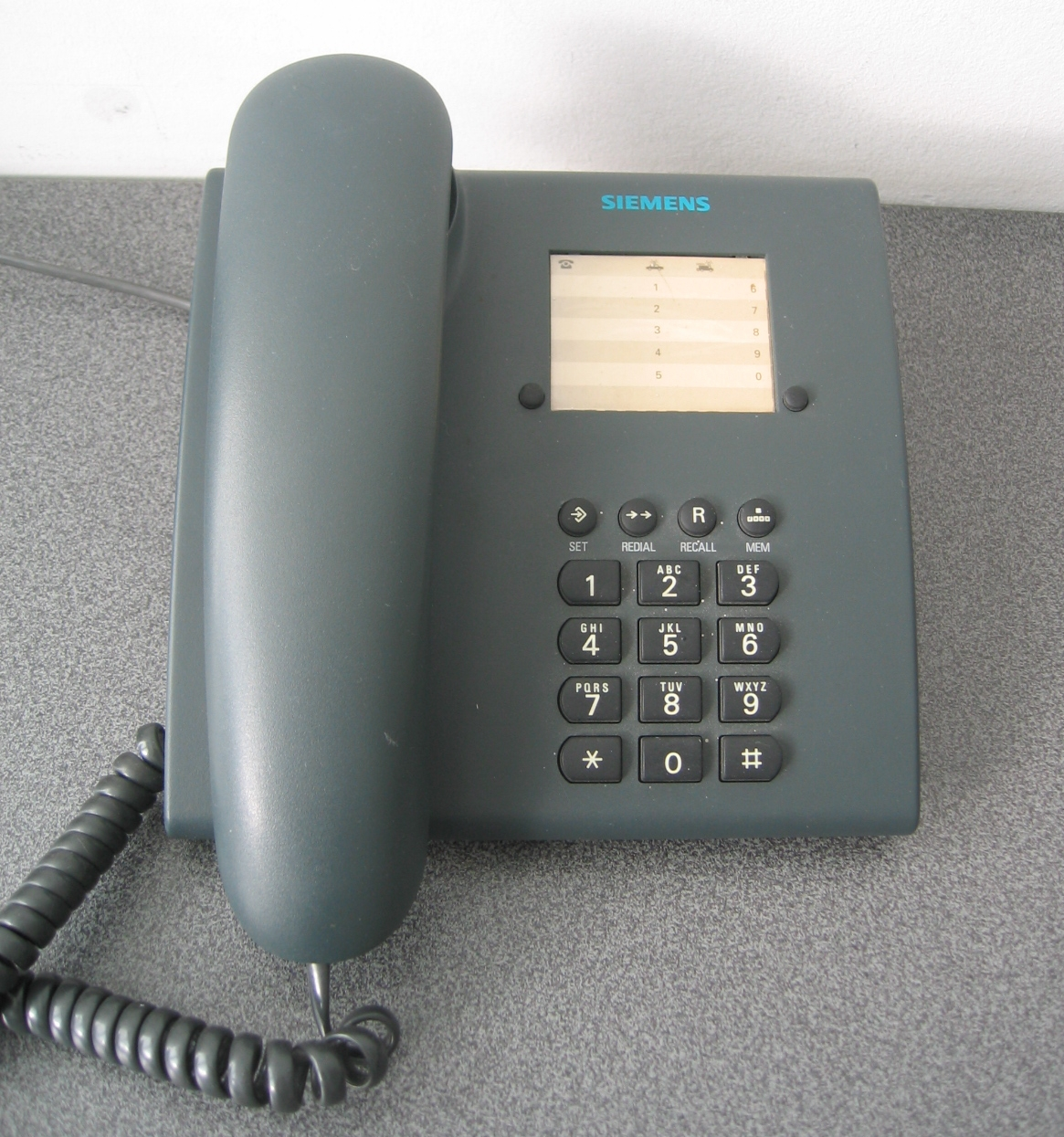
Un telèfon fix fabricat per Siemens

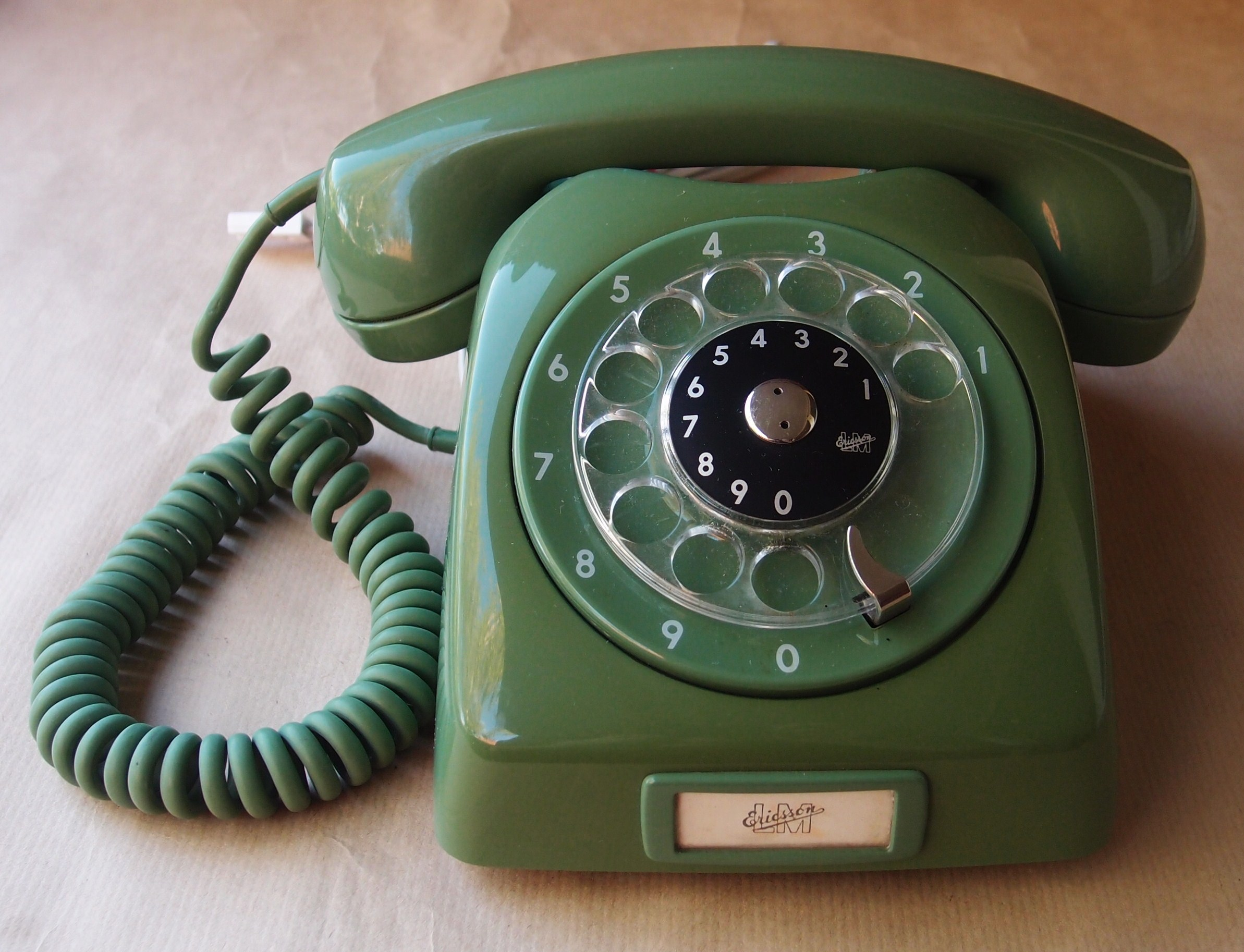
Telèfon de disc.

Un telèfon fix, telèfon de casa, es refereix a un telèfon que utilitza una línia telefònica amb cable de metall, coure o fibra òptica, per a la transmissió a diferència d'un mòbil de línia cel·lular, que utilitza ones de ràdio per a la transmissió. El 2003, la CIA va informar que existien aproximadament 1263 milions de línies de telèfon a tot el món. La Xina tenia més que qualsevol altre país (350 milions) i els Estats Units van ser la segona amb 268 milions. El Regne Unit registrava 23,7 milions de telèfons fixos residencials. El 2013 les estadístiques mostren que el nombre total d'abonats de telefonia fixa al món s'acosta a 1.160 milions. El nombre de subscriptors de telèfon fix continua a la baixa a causa de les millores en la tecnologia digital i les comoditats que venen amb el canvi a sense fil (cel·lular) o basat en alternatives per Internet.

## Línia fixa

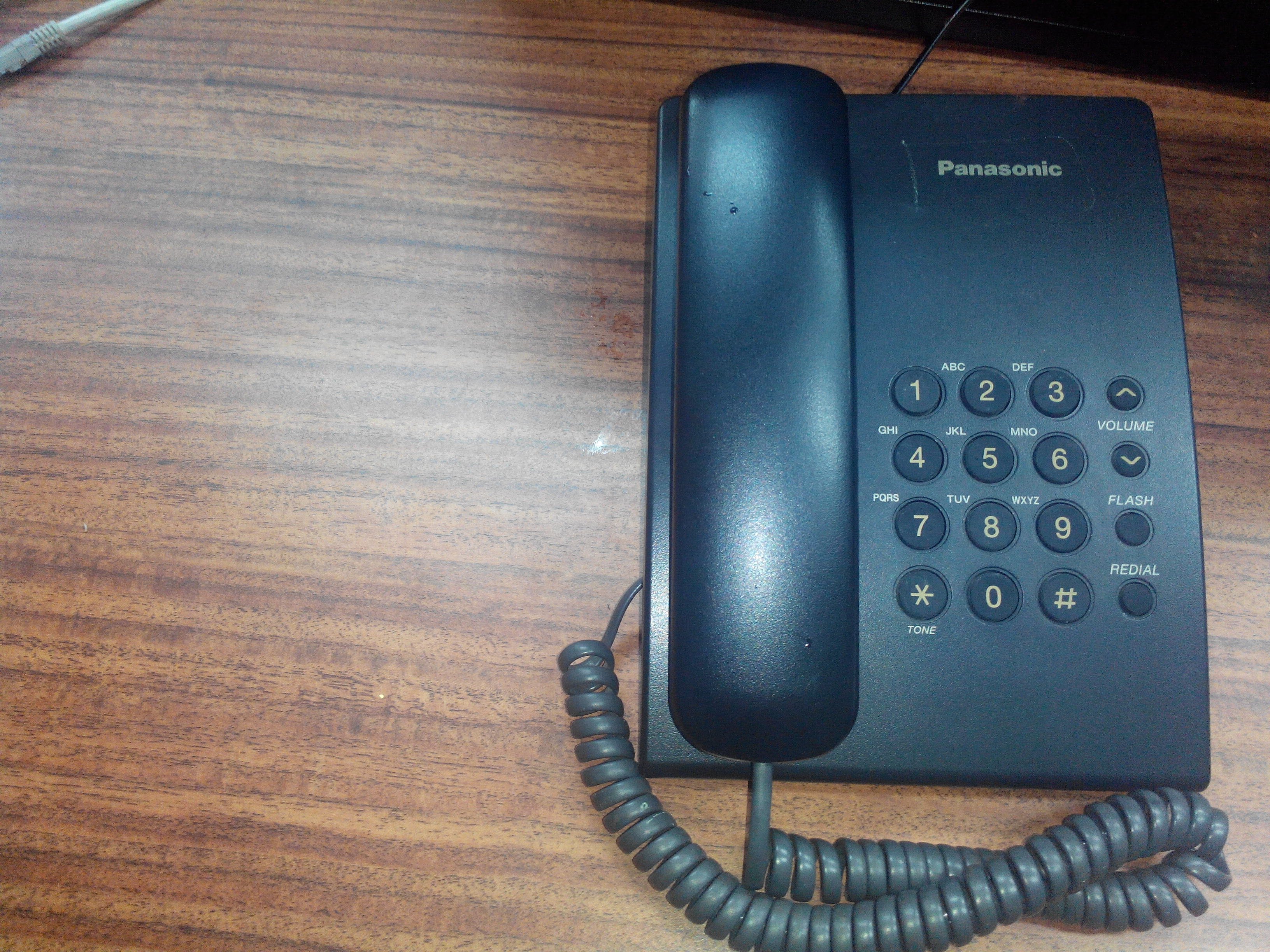
Un telèfon de línia fixa en un escriptori

Una línia de telèfon fix (una línia que no és una línia de telèfon mòbil) pot ser cablejada o sense fils i en general es refereix a l'operació de dispositius o sistemes sense fil en llocs fixos, com les llars. Els dispositius sense fil fixos en general deriven la seva energia elèctrica de la utilitat de la xarxa elèctrica, a diferència del portàtil sense fils o mòbil, que tendeixen a ser alimentats per una bateria elèctrica. Tot i que els sistemes mòbils i portàtils es poden utilitzar en ubicacions fixes, l'eficiència i l'ample de banda estan en perill en comparació amb els sistemes fixos. Siguin mòbils o portàtils, els sistemes sense fil que funcionen amb bateries es poden utilitzar com a suport d'emergència per als sistemes fixos en cas d'apagada o desastre natural.

## Línies dedicades
El terme línia fixa també s'utilitza per descriure una connexió entre dos o més punts que consisteix en un cable físic dedicat, en lloc dun enllaç privat sempre disponible que realment s'implementa com un circuit en un sistema de commutació de cable (en general la xarxa telefònica commutada ). Les anomenades línies dedicades són invariablement d'aquest darrer tipus; les implicacions d'una línia fixa en aquest context són la seguretat i la supervivència. Per exemple, una caserna militar podria estar vinculada a unitats de primera línia per "línies fixes" per assegurar que la comunicació continua sent possible fins i tot si la xarxa telefònica convencional és danyada o destruïda. Un altre exemple d'això és als aeroports. Totes les torres de control de trànsit aeri tenen línies dedicades connectades a la policia, bombers, hospitals, exèrcit, etc. Desplegat com a mesura de precaució en cas d'emergències, es poden utilitzar en qualsevol moment.

## Telèfons fixos en països en desenvolupament
A molts països la telefonia fixa no ha estat fàcilment disponible per a la majoria de la gent. En alguns països dÀfrica, laugment dels telèfons mòbils ha superat qualsevol augment en els telèfons de línia fixa. Entre el 1998 i el 2008, Àfrica ha afegit només 2,4 milions de línies fixes. Tot i això, durant aquest mateix temps el nombre de línies de telefonia mòbil que s'han subscrit s'han disparat. Entre 2000 i 2008, l'ús del telèfon mòbil ha augmentat de menys de 2 de cada 100 persones a 33 de cada 100. Als països en desenvolupament és més difícil instal·lar una línia fixa de coure, i és més fàcil instal·lar torres de telefonia mòbil perquè la gent pugui connectar-se des de qualsevol lloc. També hi ha hagut disminució substancial dels telèfons de línia fixa al subcontinent Indi a causa de l'emergent indústria de telefonia mòbil, que juntament amb les àrees urbanes també ha arribat millor que el telèfon fix en zones rurals.

## Futur de la línia fixa
En els darrers anys, la telefonia fixa ha vist una disminució important a causa de l'avenç de la tecnologia de xarxes mòbils i l'obsolescència de les velles xarxes de cable de coure. En els propers anys, l'ús d'aquestes xarxes es consideraran totalment desfasada i es reemplaçarà amb una banda ampla més eficient i connexió de fibra òptica que s'estengui a les zones rurals i llocs on les telecomunicacions eren molt més escasses. Alguns veuen que això passarà per l'any 2025.
El 2004, només el 45% de les persones als Estats Units entre les edats de 12 i 17 posseïen telèfons mòbils. Com que era un mitjà de comunicació en aquell moment, havien de confiar en l'ús de telèfons fixos. En tan sols 4 anys, aquest percentatge va assolir un total d'un 71%. Aquest mateix any del 2008, al voltant del 77% dels adults eren propietaris d'un telèfon mòbil. El 2013, el 91% dels adults als Estats Units tenien un telèfon mòbil. D'aquest 91%, gairebé el 60% té un telèfon intel·ligent.
Al Canadà, més d'una de cada cinc de les llars utilitzen telèfons mòbils com a única font per al servei telefònic. El 2013, les estadístiques mostren que el 21% de les llars va afirmar utilitzar només telèfons mòbils. Les llars amb membres menors de 35 anys tenen un percentatge considerablement més gran d'ús exclusiu del telèfon mòbil. El 2013, el 60% dels joves van afirmar utilitzar només telèfons mòbils.
Moltes de les proteccions als consumidors que els reguladors apliquen als proveïdors de telefonia fixa predominants, com ara restriccions en contra del tall de subscripció sense avís previ, no s'apliquen a la competència de serveis de comunicacions com cable-mòdem i veu sobre IP.